# Leviathan (álbum)
Leviathan es el segundo álbum de estudio de Mastodon, considerado como un álbum conceptual basado casi en su totalidad en la novela de Herman Melville Moby Dick, que salió a la venta el 31 de agosto en la discográfica Relapse Records. Del disco se sacaron los sencillos Iron Tusk, Blood And Thunder y Seabeast. Además, hasta cuatro revistas consideraron éste como álbum del año 2004: Kerrang!, Revolver, Metal Hammer y Terrorizer. El disco vendió 103 000 copias en los Estados Unidos hasta septiembre de 2006.

## Lista de canciones

### CD
1. «Blood and Thunder» – 3:49
2. «I Am Ahab» – 2:45
3. «Seabeast» – 4:15
4. «Island» – 3:27
5. «Iron Tusk» – 3:03
6. «Megalodon» – 4:22
7. «Naked Burn» – 3:43
8. «Aqua Dementia» – 4:12
9. «Hearts Alive» – 13:39
10. «Joseph Merrick» – 3:33

### DVD
Además, el disco fue editado en formato DVD en edición limitada.
1. «Naked Burn»
2. «Aqua Dementia»
3. «Hearts Alive»
4. «Where Strides the Behemoth» (Directo)
5. «Battle at Sea» (Directo)
6. «Thank You For This / We Built This Come Death» (Directo)
7. «Crusher Destroyer» (Directo)

## Formación
- Brann Dailor - Batería
- Bill Kelliher - Guitarra y voz
- Brent Hinds - Guitarra y voz
- Troy Sanders - Bajo y voz

- Datos: Q647277